# オリヴェッタ・サン・ミケーレ
オリヴェッタ・サン・ミケーレ(伊: Olivetta San Michele)は、イタリア共和国リグーリア州インペリア県にある、人口約200人の基礎自治体（コムーネ）。

## 地理

### 位置・広がり

#### 隣接コムーネ
隣接するコムーネは以下の通り。FR-06はフランスのアルプ＝マリティーム県（プロヴァンス＝アルプ＝コート・ダジュール地域圏）所属を示す。
- アイローレ
- Breil-sur-Roya (FR-06)
- ソスペル  (FR-06)
- Castellar (FR-06)
- ヴェンティミーリア

### 地震分類
イタリアの地震リスク階級 (it) では、3 に分類される
。